# .eu
.eu — национальный домен верхнего уровня c ограниченной регистрацией для Европейского союза. Домены выдаются любым организациям и компаниям, основанным в Европейском союзе, Исландии, Норвегии или Швейцарии, а также гражданам и резидентам ЕС, Исландии, Норвегии или Швейцарии.
Лицензию на регистрацию доменного имени выдаёт и отзывает Европейская комиссия. Аудитория — более 500 миллионов жителей, которые говорят на более чем 25 разных языках.

## История
Домен был запущен 7 декабря 2005 года, регистрация для резидентов Евросоюза открыта 7 апреля 2006 года, за первый час было подано около 300 тысяч заявок.
Первое время регистрация была разрешена только владельцам торговых марок и некоторым другим ограниченным категориям лиц.
На июль 2006 года в зоне зарегистрировано более 2 миллионов доменов, а также рассмотрено более 100 споров центром Альтернативного урегулирования конфликтов.
С 29 июня 2009 года добавилась возможность регистрировать интернационализованные доменные имена, а в июне 2010 года — возможность включить функцию безопасности DNSSEC.
До появления в 2014 году домена .eus домен также использовался многими сайтами, связанными со Страной Басков (баск. Euskal Herria) и баскским языком (баск. euskara).
Начиная с 1 июня 2016 года стали доступны к регистрации домены под кириллическим доменом верхнего уровня .ею, в первую очередь ориентированным на болгароязычные названия сайтов в связи с тем, что Болгария — пока единственная страна союза с кириллической системой письма. Несмотря на то, что «Европейский союз» по-болгарски — Европейски съюз, был выбран .ею, потому что кириллический домен .ес был бы визуально неотличим от уже существующего национального домена Эквадора — .ec.
С 19 октября 2019 года домен можно зарегистрировать, обладая гражданством ЕС, но не проживая на его территории, а с 2 августа 2021 года это правило также распространяется на граждан Исландии, Норвегии и Швейцарии.
По аналогии с кириллическим доменом верхнего уровня 14 ноября 2019 года началась регистрация доменов под соответствующим греческим доменом верхнего уровня .ευ для Греции и Кипра.
В связи с выходом Великобритании из Евросоюза Еврокомиссия постановила прекратить регистрацию для граждан Великобритании. С 1 января по 30 июня 2021 года британские владельцы доменов были обязаны предоставить данные, подтверждающие их соответствие требованиям регистрации (например, наличие гражданства ЕС), после чего с 1 июля 2021 года домены, несоответствующие требованиям, были отозваны, а затем, начиная с 1 января 2022 года, — выставлены на продажу.

## Требования регистрации
Регистрация .eu ограничена и разрешена только для следующих лиц и организаций:
- гражданин Европейского союза, Исландии, Норвегии или Швейцарии, вне зависимости от места текущего проживания[1][2];
- резидент Европейского союза, Исландии, Норвегии или Швейцарии[2];
- организация или компания, основанная в Европейском союзе[3], Исландии, Норвегии или Швейцарии[2].